# Сражение при Гернсбахе
Сражение при Гернсбахе (нем. Gefecht in Gernsbach) — одно из последних сражений во время Баденской революции, проходившее на линии реки Мург 29 июня 1849 года. Засевшая на Мурге баден-пфальцская революционная армия пыталась остановить наступавшие с севера прусские войска, но они совершили прорыв южнее, в Гернсбахе. 
После поражений в боях под Вагхойзелем и Дурлахом Людвик Мерославский, командующий революционными войсками, построил новую линию обороны вдоль Мурга в самом узком месте Бадена. Его краеугольными камнями были крепость Раштатт на западе и город Гернсбах на юго-востоке, на государственной границе с Вюртембергом. Регулярная баденская армия, поддерживаемая добровольцами Пфальца под командованием полковника Бленкера, народной милицией, гимнастическими и рабочими батальонами и добровольцами-авантюристами из многих стран, а также республиканскими добровольцами Фридриха Энгельса и Карла Шурца, была разделена на четыре дивизии численностью 13 000 человек, расположенных возле Раштата, Куппенхайма (командир Оборский), Ротенфельса (командир Мерзи) и Гернсбаха (командир Бленкер). Против них действовали два прусских армейских корпуса и войска Германского союза, представленные контингентами Вюртемберга, Гессена, Нассау, Мекленбурга и Баварии, общей численностью 60 000 человек. 
29 июня началось общее наступление союзных сил по всей линии. Первая атака была совершена на Бишвайер, место стыка дивизий Оборского и Мерзи. Это заставило Мерзи перебросить часть сил (отряд Августа Виллиха) налево, который отбросил пруссаков у Ротенфельса и подошел к Бишвайеру, но атакованный свежими силами противника был вынужден отступить.
В это же время, 29 июня, имперские войска Эдуарда фон Пёйкера, наступая с фланга, продвинулись через приграничный регион Вюртемберга и пересекли границу Бадена возле Лоффенау и Бад-Херенальба, а затем двинулись на Гаггенау и Гернсбах. 
«После полудня они напали на Гернсбах, предварительно заставив отступить при помощи предательской проделки наши сторожевые посты: они издали кричали, чтобы в них не стреляли, что они — братья, а затем, приблизившись на расстояние восьмидесяти шагов, дали залп. После этого они обстреляли гранатами и подожгли Гернсбах». Бои затянулись до вечера.
«Зигель, посланный туда Мерославским, чтобы любой ценой удержать позицию, сам отдал приказ Бленкеру и его войскам отступать с боем.  В результате этого приказа — оставить «с боем» (!) ключевой пункт всей диспозиции войск на Мурге — сражение было, разумеется, проиграно по всей линии, и последняя позиция баденской армии была потеряна». После падения Гернсбаха боязнь быть обойденными со стороны территории Вюртемберга охватила всех, и это очень способствовало всеобщей деморализации.
Дезорганизованная армия отступила по направлению к Осу. Мерославский сложил с себя командование; полковник Оборский сделал это еще на поле сражения вечером 29 июня. Революционное правительство бежало во Фрайбург. В результате разбитые революционные части отошли к Зинцхайму, а прусские войска смогли осадить крепость Раштатт и через три недели привести ее к капитуляции.